# جون إدوارد موريس
جون إدوارد موريس (بالإنجليزية: John Edward Morris)‏ هو كاهن كاثوليكي أمريكي، ولد في 1889 في فول ريفر في الولايات المتحدة، وتوفي في 10 يوليو 1987.